# Heinrich Marx (Pfarrer)
Heinrich Marx (* 21. November 1885 in Henkenbrink; † 8. August 1971 in Bödefeld) war ein deutscher römisch-katholischer Priester und Heimatforscher.

## Leben
Heinrich Marx wurde am 21. November 1885 als Sohn des Bauern und Webers Friedrich Marx in Henkenbrink, Kreis Detmold, geboren. Marx besuchte bis zum Abitur 1905 das kaiserliche Gymnasium in Paderborn. Anschließend studierte er bis 1909 katholische Theologie in Breslau und Paderborn. Danach war er bis 1911 Pfarrvikar der Pfarrgemeinde St. Bonifatius in Artern. In derselben Funktion arbeitete er bis 1913 in der Pfarrgemeinde Herz Jesu in Gerbstedt und bis 1924 in Olpe. Zwischen 1924 und 1933 war Marx Domvikar in Paderborn. Ebenfalls seit 1924 war er Diözesanpräses der Katholischen Arbeiterbewegung (KAB) im Bistum Paderborn. Während der Weltwirtschaftskrise organisierte er in dieser Eigenschaft ein Lager des freiwilligen Arbeitsdienstes in der Senne.
Zwischen 1933 und 1958 war er Pfarrer der Pfarrgemeinde St. Cosmas und Damian in Bödefeld. Danach lebte er bis 1962 als Pfarrer i. R. in Schönau bei Olpe und danach bis zu seinem Tod in Bödefeld. In seiner Heimatpfarrei Sabbenhausen, einem Ortsteil der Stadt Lügde, fand er seine letzte Ruhestätte.

## Werk
Zahlreiche heimatgeschichtliche und religiöse Beitrage veröffentlichte er in Fachzeitschriften und Tageszeitungen. Hervorzuheben ist seine Chronik des Kirchspiels Bödefeld von 1958. Von 1963 bis zu seinem Tode war er für den Inhalt der Heimatblätter für das Kirchspiel Bödefeld verantwortlich.

## Ehrungen
Für seine Verdienste wurde er zum „Geistlichen Rat“ und später zum „Hauskaplan seiner Heiligkeit“ ernannt: „Geistlicher Rat Monsignore Heinrich Marx“.
Durch Beschluss des Gemeinderates vom 9. November 1958 wurde Pfarrer Marx zum Ehrenbürger der Gemeinde Bödefeld ernannt. Eine Straße in Bödefeld trägt seinen Namen: „Pfarrer-Heinrich-Marx-Straße“.

## Schriften (Auswahl)
- als Herausgeber zusammen mit August Konermann: Brennende Fragen der Land- und Industrie-Seelsorge. Predigten und Vorträge für die Notzeit unseres Volkes. Münster 1933.
- Ist Meine traute Heimat – Chronik des Kirchspiels Bödefeld. Verlag Katholischer Schriftendienst, Bödefeld 1958.
- Heimatblätter für das Kirchspiel Bödefeld 1963–1971.